# Gruppo Sportivo Cantieri Tosi 1936-1937
Questa voce raccoglie le informazioni riguardanti Il Gruppo Sportivo Cantieri Tosi nelle competizioni ufficiali della stagione 1936-1937.

## Rosa
| N. |                   | Ruolo | Calciatore          |
| -- | ----------------- | ----- | ------------------- |
|    | Italia (bandiera) |       | Edmondo Bellacicca  |
|    | Italia (bandiera) |       | Riccardo Beretta    |
|    | Italia (bandiera) |       | Bruno Bianchi       |
|    | Italia (bandiera) |       | Salvatore Boccafuso |
|    | Italia (bandiera) |       | Fernando Canali     |
|    | Italia (bandiera) |       | Bruno Gambarelli    |
|    | Italia (bandiera) |       | Giulio Guidotti     |
|    | Italia (bandiera) |       | Vittorio Mele       |

| N. |                   | Ruolo | Calciatore       |
| -- | ----------------- | ----- | ---------------- |
|    | Italia (bandiera) |       | Domenico Murolo  |
|    | Italia (bandiera) |       | Cosimo Padovano  |
|    | Italia (bandiera) |       | Mario Parisi     |
|    | Italia (bandiera) |       | Danilo Pedretti  |
|    | Italia (bandiera) | C     | Gino Piccinini   |
|    | Italia (bandiera) |       | Aurelio Sculto   |
|    | Italia (bandiera) |       | Giuseppe Scotto  |
|    | Italia (bandiera) |       | Ferdinando Vieri |